# Milieu (crime organisé français)
 (août 2024).
Le milieu, dit aussi haute-pègre (XIXe siècle), Mitan (1920-1970 environ, de l'occitan Mitan, signifiant « milieu ») ou grand banditisme (actuel), est l'appellation donnée au crime organisé en France. Abréviation utilisée pour la première fois par Francis Carco, dérivée de l'expression journalistique « un milieu très spécial ». Il n'existe pas de Mafia française à proprement parler mais il existe différents gangs, réseaux… Le Milieu définit la pègre en France. L'expression est également utilisée en Italie comme en témoignent les films de la Trilogie du Milieu (Trilogia del milieu) sur la pègre milanaise.
Depuis les années 2000, le grand banditisme a adopté un nouveau visage, avec des parrains majoritairement issus des cités de banlieue. Cette nouvelle génération surarmée et très déterminée, a supplanté le « milieu » traditionnel des années 1970 et 1980.

## Activités
Leurs activités sont multiples : jeux, braquages, extorsion, corruption, trafic de stupéfiants. Leur influence se fait sentir en Amérique du Sud, en Asie et en Afrique.

## Localisation
Le Service d'information, de renseignement et d'analyse stratégique sur la criminalité organisée (Sirasco) identifie quatre grands groupes implantés de Lille à Ajaccio en passant par le bassin parisien et les régions Rhône-Alpes et Provence-Alpes-Côte d'Azur (PACA).

### Corse
Le milieu corse est très historiquement le plus actif depuis le XIXe siècle. Jusque dans les années 2000, en Corse, la criminalité organisée est distribuée en deux groupes, le gang de la Brise de mer en Haute-Corse et la mouvance autour de Jean-Jérôme Colonna, décédé en 2006. Elles forment à elles seules la plus grande activité criminelle du territoire français et s'étendent jusqu'en Afrique. 
Récemment, la mafia corse est tristement célèbre pour ses règlements de comptes sanglants responsables de nombreux morts sur l'île. Sa recomposition « amorcée en 2006, s'est accentuée en 2008 avec 79 règlements de comptes ou tentatives enregistrées entre le 1er janvier 2009 et le 1er juin 2013 » selon le rapport annuel 2012-2013 du Sirasco. Par ailleurs, « des malfaiteurs insulaires sont souvent associés à des organisations criminelles de la région de Marseille, donnant corps au milieu criminel dit « corso-marseillais » ». Des équipes corses sont aussi présentes à Paris, notamment dans les cercles de jeu. En 2012, les investigations ont mis en évidence le rôle du milieu corse et les affrontements entre bandes rivales insulaires autour du cercle de jeu Wagram.
À partir de 2010 différents groupes se sont créés et / ou restructurés, au nombre de 25 selon un rapport des autorités de 2022, parmi lesquels,.
- Corse-du-Sud :
  - région ajaccienne :
    - Gang du Petit Bar,
    - le clan proche d'Alain Orsoni.

  - Valinco : les différents clans criminels contrôlant la micro-région.
  - Extrême-Sud : différents groupes sur Porto-Vecchio et Bonifacio, notamment ceux à l'origine de la « guerre des bateliers » au XXIe siècle[6].
- Haute-Corse :
  - les différents groupes héritiers du Gang de la Brise de mer : ils se partagent la région bastiaise, le cortenais, la plaine orientale et la Balagne.
  - Bande des bergers de Venzolasca (ou bande des bergers-braqueurs) implantés depuis le fief de Venzolasca dans la région bastiaise, le cortenais et la plaine orientale.

### Marseille et région Provence-Alpes-Côte d'Azur
Historiquement, le sud-est de la France est une région où se développe le crime organisé.

#### Marseille et Bouches-du-Rhône
Le milieu marseillais est toujours présent, « subordonné(es) à des chefs, ou parrains, historiquement impliqués dans des braquages, le trafic de stupéfiants, le racket d'établissement de nuit, l'exploitation de machines à sous et les règlements de comptes » (SIRASCO 2012-2013).
À partir des années 2000 le banditisme classique d'origine corse et italienne laisse de plus en plus la place à un néo-banditisme des cités, notamment des quartiers Nord, avec une multiplication des règlements de comptes. Dans les années 2020 deux bandes principales s'affrontent pour le contrôle du territoire et sont à l'origine de la plupart des règlements de comptes et fusillades : DZ Mafia et Yoda.

#### Var
Le milieu varois a été longtemps centré autour de Louis Régnier (1922-2003) et Jean-Louis Fargette (1948-1993), proches du sénateur-maire de Toulon Maurice Arreckx (1917-2001). 

#### Alpes-Maritimes
Dans les Alpes-Maritimes, le milieu s'est concentré autour des casinos et de la restauration et a dû composer avec la mafia italienne et la mafia russe. Le milieu corse s'y livre aux extorsions de fonds et au racket.

### Paris
Selon le SIRASCO, « le milieu parisien historique s'est désagrégé et a été remplacé par des groupes criminels issus des cités sensibles ». Un « milieu affairiste » spécialisé dans les infractions financières, comme la fraude à la TVA sur les quotas de carbone ou les escroqueries aux faux ordres de virement survit. Des équipes issues de la communauté des gens du voyage, comme les frères Hornec, font également partie du banditisme parisien.

### Nord
Dans le Nord, le grand banditisme traditionnel est lié à des équipes belges, capable de mener des actions de grande envergure : braquages de fourgon, vols à main armée de bijouterie.

## Le nouveau visage du grand banditisme
Depuis quelques années, le grand banditisme a adopté un nouveau visage. Ce « narcobanditisme » a succédé au règne du banditisme « traditionnel » corso-marseillais, puis au « néobanditisme » des caïds de cités des années 2000. Selon le Sirasco, on assiste à la victoire des « chefs de clan issus des quartiers » sur le milieu marseillais et désormais « ce sont eux qui ont le pouvoir ».

## Dans la fiction
- Bande dessinée
  - Sarde (Le), scénario : Loulou Dédola - dessin et couleur : Lelio Bonaccorso, éditions Glénat, parue en 2021,  (ISBN 9782344022894)

## Sources bibliographiques
- Mafias du monde : Organisations criminelles transnationales, actualité et perspectives de Thierry Cretin
- Comment le milieu Marseillais traite avec la mafia italienne article de Romain Luongo sur la provence.com
- Le Monde des mafias. Géopolitique du crime organisé de Jean-François Gayraud